# Tuca Andrada
José Ivaldo Gomes de Andrade Filho, mais conhecido como Tuca Andrada (Recife, 11 de dezembro de 1964), é um ator brasileiro, conhecido por seus personagens Ladislau em O Dono do Mundo (1991), Kaíke Oliveira em Da Cor do Pecado (2004), Téo em Poder Paralelo (2010), Eric Fusilli em Caminhos do Coração (2007) e Os Mutantes: Caminhos do Coração (2008) e Zóio Furado em Cordel Encantado (2011).

## Biografia
José Ivaldo Gomes de Andrade Filho, que adotou o nome artístico de Tuca Andrada, nasceu em Recife, Pernambuco, em 11 de dezembro de 1964. Deu seus primeiros passos no palco, no ensino médio, no grupo de teatro do colégio que estudava, no Recife. Aos 21 anos, mudou-se para a cidade do Rio de Janeiro com o objetivo de tentar a carreira artística.

## Carreira
Depois de conseguir um papel na peça infantil O Pequenino Grão de Areia, de João Falcão, que conhecera em sua cidade natal, não parou mais no teatro, cinema e televisão. Por essa peça, em 1987, foi indicado como melhor ator em espetáculo infantil. Em 1996, foi premiado no Festival de Cinema de Cartagena/Colômbia como melhor ator coadjuvante pelo filme Quem Matou Pixote?. Em 1995, foi vencedor Prêmio Cultura Inglesa de Teatro como melhor ator pelo espetáculo The Rocky Horror Show. Em 1991, recebeu o Prêmio SATED/RJ como ator revelação em televisão pela novela  O Dono do Mundo.

## Filmografia

### Televisão
| Ano  | Título                                       | Personagem                            | Nota                                                   |
| ---- | -------------------------------------------- | ------------------------------------- | ------------------------------------------------------ |
| 1989 | Que Rei Sou Eu?                              | Ferreiro Lamont                       |                                                        |
| 1990 | Mico Preto                                   | Gonçalves                             |                                                        |
| 1990 | Rainha da Sucata                             | Iluminador da Sucata                  |                                                        |
| 1991 | O Dono do Mundo                              | Ladislau                              |                                                        |
| 1992 | Anos Rebeldes                                | Ubaldo Ferreira dos Santos            |                                                        |
| 1992 | Você Decide                                  |                                       | Episódio: "Mamãe Coragem"                              |
| 1993 | Fera Ferida                                  | Delegado Carlos Barromeu              |                                                        |
| 1994 | As Pupilas do Senhor Reitor                  | Pedro Cavalcanti                      |                                                        |
| 1996 | Vira Lata                                    | Tadeu Evangelino Olga (Toca)          |                                                        |
| 1996 | A Comédia da Vida Privada                    | Eduardo                               | Episódio: "Mulheres"                                   |
| 1996 | Você Decide                                  | Ivan                                  |                                                        |
| 1997 | O Amor Está no Ar                            | Vicente Pereira dos Santos            |                                                        |
| 1998 | Era uma Vez...                               | Dr. Danilo Borges Macedo              |                                                        |
| 1998 | Você Decide                                  | Roberto                               | Episódio: "Um Lar para Clarice"                        |
| 1999 | Suave Veneno                                 | Rúben Cáceres Avelar                  |                                                        |
| 2000 | Sãos e Salvos!                               | Frederico Medeiros (Kiko)             |                                                        |
| 2000 | Você Decide                                  | Eremildo                              | Episódio: "Miami ou Me Deixe"                          |
| 2000 | Você Decide                                  | Tuninho                               | Episódio: "Uma Mulher Quase Honesta"                   |
| 2001 | Porto dos Milagres                           | Leôncio Proença                       |                                                        |
| 2001 | As Filhas da Mãe                             | Nicolau                               |                                                        |
| 2002 | Sabor da Paixão                              | José Carlos                           |                                                        |
| 2003 | Linha Direta                                 | Sargento Guilherme do Rosário         | Episódio: "O Caso dos Irmãos Naves"                    |
| 2004 | Da Cor do Pecado                             | Kaíke Oliveira                        |                                                        |
| 2005 | A Diarista                                   | Genásio                               | Episódio: "Diarista Alta, Solteira, Procura"           |
| 2005 | Sob Nova Direção                             | Reinaldo                              | Episódios: "Ligações Perigosas" e "Vestida para Matar" |
| 2006 | Cidadão Brasileiro                           | Homero Rodrigues Matoa Silveira       |                                                        |
| 2007 | Caminhos do Coração                          | Eric Fusilli                          |                                                        |
| 2008 | Os Mutantes: Caminhos do Coração             | Eric Fusilli                          |                                                        |
| 2009 | Poder Paralelo                               | Telônio Meira (Téo)                   |                                                        |
| 2011 | Insensato Coração                            | Jonas Brito                           | Episódios: "17–18 de janeiro"                          |
| 2011 | Cordel Encantado                             | Leopoldo Fulgêncio (Zóio Furado)      |                                                        |
| 2011 | Autor por Autor                              | Carlos Heitor Cony (adulto)           | Episódio: "Carlos Heitor Cony"                         |
| 2012 | Dercy de Verdade                             | Augusto Duarte                        |                                                        |
| 2012 | Lado a Lado                                  | Frederico Martins                     |                                                        |
| 2013 | Malhação Casa Cheia                          | Ronaldo Rocha                         | Temporada 21                                           |
| 2015 | Babilônia                                    | Homero Junqueira                      | Episódios: "16–18 de março"                            |
| 2015 | Os Homens São de Marte e É pra Lá que Eu Vou | Marcos                                | Episódio: "Um Novo Começo"                             |
| 2016 | A Lei do Amor                                | Misael de Oliveira                    |                                                        |
| 2017 | Poltrona 27                                  | Francisco                             |                                                        |
| 2017 | Brasil a Bordo                               | Ele mesmo                             | Episódio: "5"                                          |
| 2018 | Segundo Sol                                  | Juarez Garcia                         |                                                        |
| 2019 | O Sétimo Guardião                            | José Pinto Carneiro Mattoso (Mattoso) | Episódios: "19 de fevereiro–2 de abril"                |
| 2019 | Amor de Mãe                                  | Capitão Belizário Lacerda             |                                                        |
| 2022 | O Caso Celso Daniel                          | Sérgio Sombra                         |                                                        |
| 2023 | A Magia de Aruna                             | Morais                                |                                                        |
| 2024 | Ponto Final                                  | Robson                                |                                                        |
| 2025 | Guerreiros do Sol                            | Heleno                                |                                                        |
| 2026 | Dona Beja                                    | Coronel Elias Felizardo               |                                                        |
| TBA  | Uma Garota Comum                             | [ 17 ]                                |                                                        |

### Cinema
| Ano  | Título                                | Personagem                | Nota           |
| ---- | ------------------------------------- | ------------------------- | -------------- |
| 1988 | Super Xuxa contra Baixo Astral        | Pássaro-Gente Tuc         |                |
| 1992 | O Crime da Imagem                     | Antônio Conselheiro       | Curta-metragem |
| 1996 | Quem Matou Pixote?                    | Cafu                      |                |
| 1997 | Doces Poderes                         | Alex                      |                |
| 1997 | Guerra de Canudos                     | Arimatéia                 |                |
| 1997 | Dedicatórias                          | Cliente                   | Curta-metragem |
| 1998 | Simião Martiniano, o Camelô do Cinema | Simião Martiniano (jovem) | Curta-metragem |
| 1998 | Não me Condenes Antes que me Explique | Mário de Andrade          | Curta-metragem |
| 2000 | Vida e Obra de Ramiro Miguez          |                           |                |
| 2001 | A Visita                              | Cobrador                  | Curta-metragem |
| 2002 | Lara                                  | Eric                      |                |
| 2002 | As Três Marias                        | Tenório                   |                |
| 2004 | Amigo Secreto                         | Romero Jiló               | Curta-metragem |
| 2006 | Mulheres do Brasil                    | Greg                      |                |
| 2010 | Incenso                               | Zé Estribeiro             | Curta-metragem |
| 2013 | A Pelada                              | Tio Gilvan                |                |
| 2014 | Jogo de Xadrez                        | Diretor Geraldo           |                |
| 2014 | Filho do Crime                        |                           | Curta-metragem |
| 2018 | A Palavra                             | Elias / Eliseu            |                |
| 2018 | A Volta                               | George                    |                |
| 2018 | O Doutrinador                         | Delegado Siqueira         |                |
| 2021 | Pixinguinha - Um Homem Carinhoso      | Almirante                 |                |
| 2021 | Coração Errante                       | Silvio                    | Longa-metragem |
| 2023 | Cavalo Marinho                        | Tião                      | Curta-metragem |
| 2024 | Amigos sem Compromisso                | Tomás                     |                |

## Teatro
| Ano       | Título                                                            | Personagem        |
| --------- | ----------------------------------------------------------------- | ----------------- |
| 1984      | Sonho de uma Noite de Verão                                       |                   |
| 1985      | As Três Farsas do Giramundo O beijo da mulher aranha 1985         |                   |
| 1987      | O Pequenino Grão de Areia                                         |                   |
| 1988      | A Estrela Dalva                                                   |                   |
| 1988      | A Idade do Ouro                                                   | Antonio Boca      |
| 1988      | Theatro Muzical Brazileiro                                        |                   |
| 1989      | Fosco Aveludado Em Finíssimo Acabamento                           |                   |
| 1993-1994 | Vestido de Noiva                                                  | Pedro/Namorado    |
| 1994      | The Rocky Horror Show                                             | Frank N Furter    |
| 1996      | O Mercador de Veneza                                              | Bassânio          |
| 1997      | Salomé                                                            | João Batista      |
| 1998      | Paixão de Cristo                                                  | Judas             |
| 1998      | Qualquer Gato Viralata Tem Uma Vida Sexual Mais Sadia que a Nossa | Conrado           |
| 2000      | Crioula - A Dama do Suingue                                       |                   |
| 2001      | O Beijo da Mulher Aranha                                          | Valentim          |
| 2002      | Mão na Luva                                                       |                   |
| 2004      | Orlando Silva - O Cantor Das Multidões                            | Orlando Silva     |
| 2009      | O Processo                                                        | Josef K.          |
| 2010      | O Rei e Eu                                                        | Rei do Sião       |
| 2011-13   | Seis Aulas de Dança em Seis Semanas                               | Michael           |
| 2013      | Paixão de Cristo                                                  | Pôncio Pilatos    |
| 2013      | Por Que Será que as Amamos Tanto?                                 | Direção           |
| 2014      | Elis, A Musical                                                   | Ronaldo Bôscoli   |
| 2015      | Nordestinos                                                       | Direção           |
| 2015      | O Olho Azul da Falecida                                           | Detetive Truscott |
| 2016-2017 | Orlando Silva - Nada Além                                         | Orlando Silva     |
| 2017      | A Visita da Velha Senhora                                         | Alfred Krank      |

## Parte Técnica
| Ano  | Título                            | Cargo   | Nota           |
| ---- | --------------------------------- | ------- | -------------- |
| 2013 | Por Que Será Que as Amamos Tanto? | Diretor | Peça de teatro |
| 2015 | Nordestinos                       | Diretor | Peça de teatro |

## Prêmios e indicações
| Ano  | Prêmio                                          | Categoria               | Nomeações                 | Resultado |
| ---- | ----------------------------------------------- | ----------------------- | ------------------------- | --------- |
| 1987 | Troféu Mambembe                                 | Melhor Ator             | O Pequenino Grão de Areia | Indicado  |
| 1991 | Prêmio SATED do Rio de Janeiro                  | Melhor Ator Coadjuvante | O Dono do Mundo           | Venceu    |
| 1995 | Prêmio Cultura Inglesa de Teatro                | Melhor Ator             | The Rocky Horror Show     | Venceu    |
| 1996 | Festival Internacional de Cinema de Cartagena   | Melhor Ator Coadjuvante | Quem Matou Pixote?        | Venceu    |
| 1997 | Prêmio Guarani do Cinema Brasileiro             | Melhor Ator Coadjuvante | Quem Matou Pixote?        | Venceu    |
| 2003 | Prêmio Contigo! de TV                           | Melhor Vilão            | Sabor da Paixão           | Indicado  |
| 2008 | Prêmio Arte Qualidade Brasil                    | Melhor Ator Coadjuvante | Caminhos do Coração       | Indicado  |
| 2009 | Festival de Cinema de Triunfo                   | Homenagem Especial      | Carreira                  | Venceu    |
| 2010 | Festival Nacional de Cinema e Vídeo dos Sertões | Melhor Ator             | Incenso                   | Indicado  |
| 2014 | Los Angeles Brazilian Film Festival             | Melhor Ator             | Jogo de Xadrez            | Indicado  |
| 2015 | Festival Nacional de Cinema e Vídeo dos Sertões | Melhor Ator             | Jogo de Xadrez            | Indicado  |
| 2015 | Prêmio SESC de Cinema                           | Melhor Ator             | Jogo de Xadrez            | Indicado  |
| 2015 | Prêmio ABC de Cinema                            | Melhor Ator             | Jogo de Xadrez            | Indicado  |